# Plesiomma jungens
Plesiomma jungens là một loài ruồi trong họ Asilidae. Plesiomma jungens được Schiner miêu tả năm 1867. Loài này phân bố ở vùng Tân nhiệt đới.